# 奥恩格夫特
奥恩格夫特（法語：Hohengœft，法語發音：[oənɡœft] ⓘ）是法国下莱茵省的一个市镇，属于莫尔塞姆区。

## 地理
奥恩格夫特（48°39'41"N, 7°28'31"E）面积3.43 平方千米，位于法国大東部大區下莱茵省，该省份为法国大陆部分最东部的省份，是阿尔萨斯的一部分，今与上莱茵省组成了阿尔萨斯欧洲集体，其南至上莱茵省，西南接孚日省和默尔特-摩泽尔省，西接摩泽尔省，北与德国接壤，东侧沿莱茵河与德国相望。
与奥恩格夫特接壤的市镇（或旧市镇、城区）包括：泽纳凯、克拉斯塔、屈托尔赛姆、诺尔代姆、朗让、瓦斯洛讷、维尔戈泰姆、温策奈姆-科克斯贝格。
奥恩格夫特的时区为UTC+01:00、UTC+02:00（夏令时）。

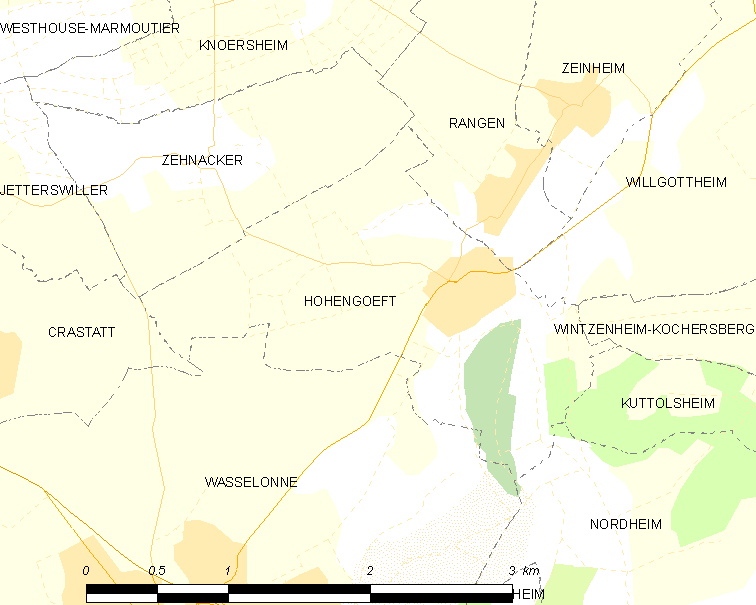
奥恩格夫特的OSM定位图

## 行政
奥恩格夫特的邮政编码为67310，INSEE市镇编码为67208。

## 政治
奥恩格夫特所属的省级选区为萨韦尔讷县。

## 人口

1962-2008年间奥恩格夫特人口变化图示

奥恩格夫特于2022年1月1日时的人口数量为538人。